# Tolldreiste Geschichten

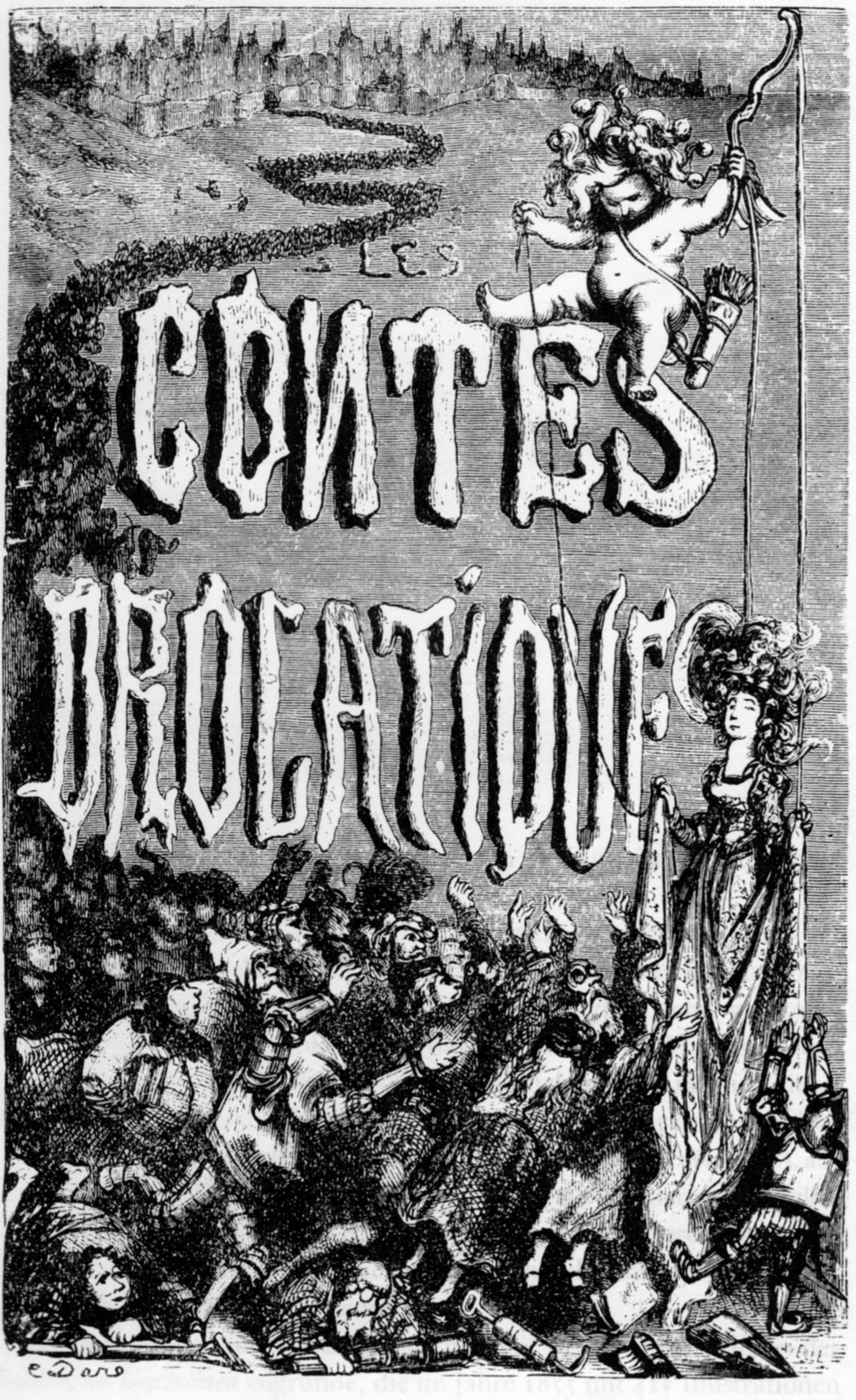
Covergestaltung von Gustave Doré

Tolldreiste Geschichten (auch Drollige Geschichten, Ergötzliche Geschichten und Tolldrastische Geschichten; französisch: Les cent contes drôlatiques und Les contes drôlatiques) ist eine Sammlung von Erzählungen von Honoré de Balzac. Die Erzählungen wurden 1832, 1833 und 1837 veröffentlicht. 1855 erschien eine von Gustave Doré illustrierte Ausgabe.

## Inhalt
Aus dem Vorhaben, ein neues Decamerone zu verfassen, entstanden drei mal zehn kurzweilige Geschichten über die hohe französische Gesellschaft des späten Mittelalters. Balzac stellt den Hochadel in seiner ganzen, diesseitsbejahenden Lebenslust dar und enthüllt in brillanter Sprache skandalöse Details über vermeintliche Verbindungen, die laut Standesgesetzen nicht hätten sein dürfen.
Besonders bekannt ist die Erzählung Der Sukkubus (frz.  Le Succube), in der die Stadt Tours durch die exotische Schönheit der Moriskin Zulma in Aufruhr gebracht wird. Die oberflächlich leichte Geschichte untermauert Balzac mit Prozesskarten aus dem 13. Jahrhundert. So steht hinter der leichten Lektüre und den verdorbenen Geschichten eine Anklage an die Scheinmoral und den Machthunger der frivolen Obrigkeit.

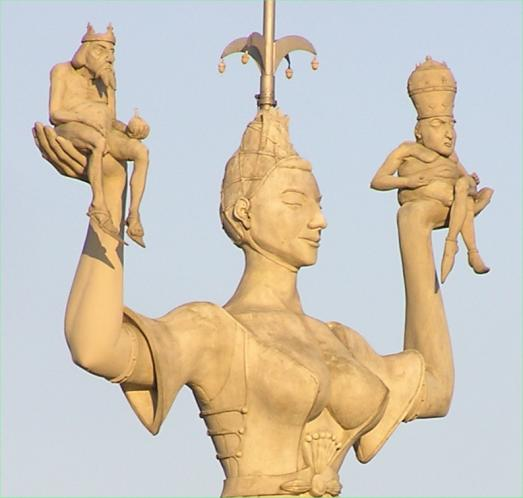
Imperia-Statue in Konstanz von Peter Lenk

Die Erzählung Die schöne Imperia (frz. La belle Impéria) spielt zur Zeit des Konstanzer Konzils. Sie wurde 1927 von Franco Alfano als Oper Madonna Imperia vertont. Lovis Corinth, der 1925 eine aus elf Lithographien bestehende Sammlung zum Werk Les contes drôlatiques schuf, widmete ihr ihm gleichen Jahr ein Gemälde, das er Die schöne Frau Imperia nannte. Peter Lenk widmete der Figur eine Skulptur am Konstanzer Hafen.

## Varia
- Wohl um 1916 illustrierte Heinrich Zille eine private Balzac-Ausgabe von Tolldreiste Geschichten mit 40 deftig-detailfreudigen Aquarellen. Diese frivol-künstlerischen Arbeiten brachten ihm eine Geldstrafe von 150 Mark ein. Sie blieben jahrzehntelang verschollen, bevor sie 1984 in einem Antiquariat in Heidelberg wiederentdeckt und 2005 in einem Buch ohne Verlagsangabe erstmals veröffentlicht wurden.[1][2]

## Deutsche Ausgaben
- „Die dreissig sehr drolligen und sehr kuriosen Geschichten genannt Contes Drolatiques“, des weiland Honoratius Sieur de Balzac zum ersten Mal treu und trutzig verdeutscht und unsern ehrwürdigen Rat- und cant-ianern hochrespektvoll zugeeignet von dem Doctor Benno Rüttenauer, mit schönen Bildern des Meister Gustav Doré geschmückt und ausstaffiert. 2 Bände. Verlag R. Piper, München 1908.
- Die dreissig tolldreisten Geschichten genannt Contes drolatiques. Übertragen von Benno Rüttenauer. 2 Bände. Insel Verlag, Leipzig 1911 (Erste Auflage).
- Ergötzliche Geschichten in den Abteien des guten Lebens gesammelt und zur Freude pantagruelischer Kumpane, nicht auch der Neidbolde, an den Tag gebracht durch Herrn von Balzac. Verdeutscht durch Paul Wiegler. Piper, München 1912 (zahlreiche spätere Ausgaben)
- Die drolligen Geschichten welchselbige der wohledle Herr von Balzac als Festtagsschmaus für alle Pantargruelskindlein in den Abteien der Touraine sammelte und ans Licht zog. Übersetzt von Carl Theodor Ritter von Riba und Otto Julius Bierbaum. Borngräber, Leipzig o. J. [ca. 1916]. (Volltext bei zeno.org)
- Trollatische Geschichten. Übersetzt von Walter Mehring. Rowohlt, Hamburg 1924, erneut 1954.
- Die derbdrolligen Geschichten in den Abteien der Tourraine gesammelt und ans Licht gebracht durch den Edlen Herrn von Balzac zur besonderen Erbauung aller Pantagruelsfreunde und nicht für andere. Ins Deutsche übertragen von Oskar Weitzmann. F. W. Hendel, Leipzig 1927 (nach Vorlage der Originalausgabe von 1855)
- Tolldreiste Geschichten. Illustrationen von Fritz Fischer. Frei übertragen von Nino Erné. Droemer, München 1955 (zahlreiche spätere Ausgaben).
- Tolldreiste Geschichten. Illustrationen von Gustave Doré. Übersetzt von Walter Widmer. Winkler, München 1981, ISBN 3-538-05013-9.
  - daraus: Der Sukkubus. Eine Hexengeschichte. dtv, München, ISBN 3-423-02185-3.
- Tolldreiste Geschichten. Illustrationen von Gustave Doré. Übersetzt von Benno Rüttenauer. Insel, Leipzig 1987, ISBN 3-458-32611-1.
- Tolldreiste Geschichten. Illustrationen von Gustave Doré. Übersetzt von Herbert Kühn. Diogenes, Zürich 1989, ISBN 3-257-21751-X.
- Tolldreiste Geschichten. Hörbuch (1 CD). Argon, Berlin 2004, ISBN 3-87024-740-1.

## Verfilmungen
- 1968: Die tolldreisten Geschichten – nach Honoré de Balzac. Regie: Joseph Zachar
- 1972: Dein Vergnügen ist auch mein Vergnügen (Il tuo piacere e il mio). Regie: Claudio Racca